# Phaeomolis obnubila
Phaeomolis obnubila är en fjärilsart som beskrevs av Paul Dognin 1923. Phaeomolis obnubila ingår i släktet Phaeomolis och familjen björnspinnare. Inga underarter finns listade i Catalogue of Life.